# Novo Oriente de Minas
Novo Oriente de Minas är en kommun i Brasilien.   Den ligger i delstaten Minas Gerais, i den sydöstra delen av landet, 700 km öster om huvudstaden Brasília. Antalet invånare är 10 342.
Omgivningarna runt Novo Oriente de Minas är huvudsakligen savann. Runt Novo Oriente de Minas är det glesbefolkat, med 13 invånare per kvadratkilometer.